# Barranc de Gula
El barranc de Gula és un riu de l'antic terme d'Isona, actualment pertanyent al municipi d'Isona i Conca Dellà, tot i que té l'origen a l'antic terme de Benavent de Tremp.
Neix a les Esparedades, al nord-oest de Benavent de la Conca, davalla cap a ponent passat a migdia de la Granja del Curulla, i s'aboca en el riu de Conques